# Минбаєвський сільський округ
Минба́євський сільський округ (каз. Мыңбаев ауылдық округі, рос. Мынбаевский сельский округ) — адміністративна одиниця у складі Жамбильського району Алматинської області Казахстану. Адміністративний центр та єдиний населений пункт — село Минбаєво.
Населення — 5357 осіб (2021; 3305 у 2009, 3201 у 1999, 3496 у 1989).
Станом на 1989 рік існувала Минбаєвська сільська рада (села Минбаєво, Шолакєспе).

## Склад
До складу округу входять такі населені пункти:
| Населений пункт | Стара назва | Населення, осіб (1989) | Населення, осіб (1999) | Населення, осіб (2009) | Населення, осіб (2021) |
| --------------- | ----------- | ---------------------- | ---------------------- | ---------------------- | ---------------------- |
| Минбаєво, село  | -           | 3125                   | 3201                   | 3305                   | 5357                   |
| Шолакєспе, село | -           | 371                    | -                      | -                      |                        |